# واکس (وبگاه)
واکس (به انگلیسی: Vox) تارنمای لیبرال آمریکایی خبررسانی و تحلیلی، متعلق به واکس مدیا است. این تارنما در آوریل ۲۰۱۴ توسط ازرا کلین، مت ایگلسیاس و ملیسا بل تأسیس شد و به خاطر سبک روزنامه‌نگاری تحقیقی تحلیلی‌اش مورد توجه است. حضور رسانه‌ای واکس همچنین شامل شبکه یوتیوب، چندین پادکست و یک برنامه نمایشی که توسط نت‌فلیکس ارائه می‌شود، است. واکس چپ گراو ترقی خواه توصیف شده است.

## تاریخچه
اولین سرمقاله ازرا کلین با عنوان «چگونه سیاست ما را احمق می‌کند»، به دغدغه او از جدایش سیاسی میان مردم می‌پردازد. این مقاله با توجه به نظریه‌های دان کاهان، استاد دانشکده حقوق دانشگاه ییل، دربارهٔ چگونگی واکنش مردم در برابر اطلاعاتی که با عقاید اصلی آنها مغایرت دارد، نوشته شد.

## محتوا
سردبیران بنیان‌گذار واکس رسالت آن را توضیح اخبار با ارائه اطلاعات اضافی که معمولاً در منابع خبری سنتی یافت نمی‌شود، عنوان می‌کنند.

### فیلم
واکس همچنین یک شبکه یوتیوب با همین نام دارد که از سال ۲۰۱۴ به‌طور مرتب فیلم‌های خبری و نیمه‌مستند تولید می‌کند. این فیلم‌ها دارای مقاله‌ای در تارنما هستند که موضوع مورد بحث را توضیح می‌دهد. مضامین مورد پوشش در فیلم‌ها معمولاً شبیه به مضامین مقالات تارنما هستند. این شبکه یوتیوب تا تاریخ ۱۵ ژانویه ۲۰۲۰ بیش از ۷٫۱۱ میلیون مشترک و بیش از ۱٫۷ میلیارد بازدید داشته‌است. محتوای فیلم‌ها هم امور جاری و هم واقعیت‌های جالب را در بر می‌گیرد.
در ماه مه سال ۲۰۱۸، واکس با همکاری نت‌فلیکس یک برنامه تلویزیونی هفتگی به نام مفهوم (Explained) را منتشر کرد.